# Лієві Штефанки
Лієві Штефанки (хорв. Lijevi Štefanki) — населений пункт у Хорватії, у Загребській жупанії у складі громади Покупсько.

## Населення
Населення за даними перепису 2011 року становило 218 осіб.
Динаміка чисельності населення поселення:

## Клімат
Середня річна температура становить 10,57 °C, середня максимальна – 25,00 °C, а середня мінімальна – -6,20 °C. Середня річна кількість опадів – 966 мм.
| Клімат поселення                              | Клімат поселення | Клімат поселення | Клімат поселення | Клімат поселення | Клімат поселення | Клімат поселення | Клімат поселення | Клімат поселення | Клімат поселення | Клімат поселення | Клімат поселення | Клімат поселення | Клімат поселення |
| Показник                                      | Січ.             | Лют.             | Бер.             | Квіт.            | Трав.            | Черв.            | Лип.             | Серп.            | Вер.             | Жовт.            | Лист.            | Груд.            |                  |
| Середній максимум, °C                         | 6,49             | 8,46             | 12,98            | 17,30            | 21,86            | 25,00            | 24,44            | 23,79            | 20,12            | 14,94            | 9,08             | 5,09             |                  |
| Середня температура, °C                       | 0,14             | 2,12             | 6,64             | 10,95            | 15,51            | 18,66            | 20,34            | 19,68            | 16,00            | 10,83            | 4,96             | 0,98             |                  |
| Середній мінімум, °C                          | −6,2             | −4,22            | 0,29             | 4,60             | 9,18             | 12,31            | 16,23            | 15,58            | 11,90            | 6,71             | 0,86             | −3,12            |                  |
| Норма опадів, мм                              | 58               | 55               | 66               | 75               | 82               | 96               | 87               | 91               | 92               | 94               | 97               | 73               |                  |
| Середньомісячна швидкість вітру, м/с          | 1.62             | 1.80             | 2.20             | 2.10             | 1.91             | 1.80             | 1.70             | 1.60             | 1.54             | 1.60             | 1.69             | 1.69             |                  |
| Середньомісячна сонячна радіація, кДж/м²·день | 4201             | 6907             | 10506            | 15048            | 19190            | 21093            | 22334            | 19378            | 14203            | 8776             | 4628             | 3371             |                  |
| --------------------------------------------- | ---------------- | ---------------- | ---------------- | ---------------- | ---------------- | ---------------- | ---------------- | ---------------- | ---------------- | ---------------- | ---------------- | ---------------- | ---------------- |
| Джерело:                                      |                  |                  |                  |                  |                  |                  |                  |                  |                  |                  |                  |                  |                  |